# The King of Fighters '98: The Slugfest
The King of Fighters '98: The Slugfest, couramment abrégé KOF '98, est un jeu vidéo de combat développé et édité par SNK sur borne d'arcade Neo-Geo MVS et sur console Neo-Geo AES et Neo-Geo CD en 1998 (NGM 242),,,. Sous-titré « Dream Match Never Ends » au Japon et  « The Slugfest » aux États-Unis, il est le cinquième épisode de la série The King of Fighters. Cet épisode est un « Dream Match » : il ne s'inscrit pas dans la continuité scénaristique des épisodes précédents, ne possède pas d'histoire établie et intègre des personnages apparus dans les opus précédents (KOF '94 à '97), indépendamment du fait que ces personnages peuvent être décédés dans l'histoire continue de la série (qui sera repris dans l'épisode suivant avec une nouvelle histoire).
Des portages de KOF '98 sont sortis sur Neo-Geo CD et PlayStation en 1998. Est également sorti une version pour Dreamcast, intitulée The King of Fighters: Dream Match 1999, comprenant une grande partie des décors refaits en 3D. Pour le 10e anniversaire du jeu en 2008, une nouvelle version nommée The King of Fighters '98: Ultimate Match, sortie en Arcade et PlayStation 2, élargit le nombre de personnages jouables.
Ne disposant pas de scénario, SNK a saisi cette occasion pour ajouter Rugal (décédé dans KOF '95) ainsi que diverses versions de différents personnages (cf. infra). KOF '98 a été salué par la presse spécialisée comme le meilleur KOF de la série en raison de ses graphismes et son gameplay. KOF '98 est d'ailleurs devenu avec The King of Fighters XIV le premier KOF à faire partie des 2 premières éditions du Neo Geo World Tour
Cependant, la version Ultimate Match a reçu moins d'éloges, critiquée pour sa trop forte ressemblance avec le KOF '98 original.

## Système de jeu
Du côté des personnages, SNK propose 38 combattants dont certains reviennent d'anciens épisodes puisque la team Orochi, composée de Chris Yashiro et Shermie, la team Basket ainsi que certains oubliés, comme Takuma et Sasyu Kusanagi, sont présents. De plus, certains personnages supposés morts dans les volets précédents, comme Rugal Bernstein, Vice ou Mature, sont présents. Ainsi, SNK offre une palette de personnages variée dans cet épisode.
À noter que par rapport aux autres jeux de combat comme Street fighter ou autres, le jeu est très technique : il n'y a quasiment pas de personnages ni trop forts ni trop faibles, une palette de coups très grande et des combos parfois difficiles à exécuter… Mais pas impossibles, si on s'entraîne, on peut y arriver.
Concernant les Desperation Move (DM), le mode « Power » est simple d'utilisation pour le joueur : lorsque la barre est complètement chargée, une furie peut être déclenchée. En revanche, dans le mode « Extra », il est possible de remplir jusqu'à 3 barres permettant de déclencher 3 DM (une barre par DM). Il est également possible de passer en mode « Extra » permettant d'augmenter la puissance de ses attaques et de déclencher les « Super Desperation Move » (SDM) qui requièrent une barre pour être activés. Ces derniers enlèvent 50 % de vie voire plus en « Counter », donnant ainsi un point stratégique important dans ce mode.
Autre différence dans le gameplay, certains contres et esquives ne sont disponibles que dans l'un ou l'autre des modes, influant sur la manière de jouer.

## Versions et rééditions

### Originale

Logo de KOF '98 Dream Match Never Ends

The King of Fighters '98 a d'abord été commercialisé le 23 juillet 1998 sur le système d'arcade Neo-Geo MVS. Il a été porté sur Neo-Geo AES (sorti le 23 septembre 1998), sur Neo-Geo CD (23 décembre 1998) puis sur PlayStation (25 mars 1999). Cette dernière, distribué en Europe et en Amérique du Nord par Agetec, est la 1re version de la série à être sortie hors du Japon depuis The King of Fighters '95. Il est à noter que les versions japonaises et nord-américaines sont sous-titrées différemment : « Dream Match Never Ends » au Japon et « The Slugfest » en Amérique du Nord.
Une version Dreamcast est également sortie sous le nom The King of Fighters: Dream Match 1999, reflétant l'année de sortie de cette version. Celle-ci est parue le 24 juin 1999 au Japon (réédité le 21 décembre 2000 dans la gamme Dreamcast Collection) et le 30 septembre 1999 en Amérique du Nord.
La version originale est également incluse dans la compilation The King of Fighters Collection: Orochi Saga, sorti en Amérique du Nord et en Europe, sur les consoles PlayStation 2, PlayStation Portable et Wii ; le jeu n'est pas inclus dans la compilation sorti au Japon sous le nom Orochi Hen.

### Ultimate Match

Logo de KOF '98 Ultimate Match

En 2008, une version  spéciale a été réédité sous le nom The King of Fighters '98 Ultimate Match sur borne d'arcade et sur PlayStation 2.

### Ultimate Match Hero

Logo de The King of Fighters '98: Ultimate Match Hero

The King of Fighters '98: Ultimate Match Hero est une version arcade améliorée sortie en 2009 sur système d’arcade PGM2.

### Ultimate Match Final Edition
Une version Steam est sortie le 16 décembre 2014 s'appelant The King of Fighters '98: Ultimate Match Final Edition. C'est une 
version rééquilibrée de KOF 98 UM sorti au Japon sur borne sur le système Taito Nesica en 2010.

## Personnages

### Character design
Dans The King of Fighters '96, plusieurs coups de Kyo Kusanagi avaient été modifiés afin de l'adapter au nouveau système de jeu. Toutefois, le moveset original étant encore populaire auprès des joueurs, une version alternative de Kyo a été ajouté dans The King of Fighters '97. L'ajout de cette version ayant bien été accueilli par les joueurs, SNK a ainsi continué à ajouter de nouvelles variantes à d'autres personnages de KOF '98.
Vu que ce jeu n'a pas d'histoire, SNK a décidé de réintégrer Rugal Bernstein en tant que boss en notant qu'« il est le seul personnage qui représente réellement le vrai boss de KOF. » De plus, avec certains de ses coups spéciaux remaniés, SNK note avoir réalisé la version la plus forte de Rugal, et ainsi une de leurs versions favorites de ce personnage.

### Liste des personnages de KOF '98

#### Personnages par équipes
Hero Team
- Kyo Kusanagi
- Benimaru Nikaido
- Goro Daimon

Fatal Fury Team
- Terry Bogard
- Andy Bogard
- Joe Higashi

Art of Fighting Team
- Ryo Sakazaki
- Robert Garcia
- Yuri Sakazaki

Ikari Team
- Leona Heidern
- Ralf Jones
- Clark Still

Psycho Soldier Team
- Athena Asamiya
- Sie Kensou
- Chin Gentsai

Women Fighters Team
- Chizuzru Kagura
- Mai Shiranui
- King

Kim Team
- Kim Kaphwan
- Choi Bounge
- Chang Koehean

Orochi Team
- Yashiro Nanakase
- Shermie
- Chris

'97 Special Team
- Ryuji Yamazaki
- Blue Mary
- Billy Kane

Yagami Team
- Iori Yagami
- Mature
- Vice

Oyaji Team
- Heidern
- Takuma Sakazaki
- Saisyu Kusanagi

American Sports Team
- Heavy D!
- Lucky Glauber
- Brian Battler

#### Personnages solo
- Shingo Yabuki
- Rugal Bernstein

#### Personnages cachés
- Terry Bogard (version Real Bout Fatal Fury 2)
- Andy Bogard (version Real Bout Fatal Fury 2)
- Mai Shiranui (version Real Bout Fatal Fury 2)
- Billy Kane (version Real Bout Fatal Fury 2)
- Joe Higashi (version '94)
- Ryo Sakazaki (version '94)
- Yuri Sakazaki (version '94)
- Robert Garcia (version '94)
- Kyo Kusanagi (version '95)
- Orochi Yashiro
- Orochi Shermie
- Orochi Chris

#### Boss
- Omega Rugal

### Liste des personnages de KOF '98 UM

#### Personnages classiques
- Kyo Kusanagi
- Benimaru Nikaido
- Goro Daimon
- Terry Bogard
- Andy Bogard
- Joe Higashi
- Ryo Sakazaki
- Robert Garcia
- Yuri Sakazaki
- Leona Heidern
- Ralf Jones
- Clark Still
- Athena Asamiya
- Sie Kensou
- Chin Gentsai
- Chizuru Kagura
- Mai Shiranui
- King
- Kim Kaphwan
- Chang Koehan
- Choi Bounge
- Yashiro Nanakase
- Shermie
- Chris
- Ryuji Yamazaki
- Blue Mary
- Billy Kane
- Iori Yagami
- Mature
- Vice
- Heidern
- Takuma Sakazaki
- Saisyu Kusanagi
- Heavy D!
- Lucky Glauber
- Brian Battler
- Geese Howard
- Wolfgang Krauser
- Mr. Big
- Eiji Kisaragi
- Kasumi Todoh
- Shingo Yabuki
- Rugal Bernstein

#### Personnages additionnels
- Kyo Kusanagi (KoF '95)
- Terry Bogard (Real Bout 2)
- Andy Bogard (Real Bout 2)
- Joe Higashi (Real Bout 2)
- Ryo Sakazaki (KoF '94)
- Robert Garcia (KoF '94)
- Yuri Sakazaki (KoF '94)
- Mai Shiranui (Real Bout 2)
- King (Art of Fighting)
- Orochi Yashiro
- Orochi Shermie
- Orochi Chris
- Ryuji Yamazaki (Real Bout 2)
- Blue Mary (Real Bout 2)
- Billy Kane (Real Bout 2)
- Geese Howard (Real Bout 2)

#### Boss
- Orochi Leona
- Orochi Iori
- Leopold Goenitz
- Omega Rugal
- Orochi

## Staff

### Équipe de développement[2]
- Producteur : Takashi Nishiyama
- Directeur : Toyohisa Tanabe
- Sous-directeurs : Haruo Tomita, Honey-Bunny-Kaju, Tak.Yamashita, Hiroto Namada, T. Hosokawa, K. Hikida (Yanya), Tomonori Kamio
- System editor : Khozoh Nagashima (as K. Nagashima)
- Demo designers : Kalkin Mizuno, Dandy, Matuisan!, M. Yokoyama, Masato
- Effets spéciaux: Nishida Mika, Aoyama
- Programmeurs : S. Fujinuki, Cyber Kondo, Souta Ichino
- Sound : SHA-V, Tate Norio, Marimo
- Adjuster : Kiyoshi Asai, Hataboh de Go!, M-Panic! Plus
- Testeurs : Anne, Sanpo, H. Shimmei, R. Tsune, 8097 :K.I (Non)

### Character design[2]
- Chief : Blaster-Lu
- Kyo, Shingo : Akiko Yukawa
- Ryo : Mitsuru Kawasaki, T. I-NO-U-E
- Benimaru, Iori, Yamazaki : Miki Asakura
- Robert, Lucky : Mitsuru Kawasaki
- Daimon, Terry, Takuma : Shinsuke Yamamoto
- Yuri, Brian : Mina Kawai
- Leona, Ralf, Clark, Heidern : Dear Ichi Jerry
- Andy, Athena, Chizuru, Mai, Rugal : C.A.C. Yamasaki
- Joe, Billy : Hiroto Kittaka
- Kim, Heavy D! : T. I-NO-U-E
- Kensou, Chin, Choi : 44Oka
- Chang, Mary, Saisyu : Tahara Ujyu-
- Yashiro : Shio Shio Shio
- Shermie, King : Miho Uematsu
- Chris : Hiroto Kittaka
- Mature/Vice : Shio Shio Shio, Miho Uematsu, Akiko Yukawa

### Background design[2]
- Chief : Yurika
- JPN-Street Stage : Manoru
- USA-Yard Stage : Tohru Nakanishi
- China Stage : K.W
- JPN-Temple Stage : Yurika
- Korea Stage : Tsugumi A.
- USA-Wharf Stage : Tsugumi A.
- Mid-East Stage : Muneki Raishi
- Rugal Stage : Souzi Takamori
- Spain Stage : M.K

## Doublage
- Kyo : Masahiro Nonaka
- Daimon : Masaki Usui
- Ryo : Masaki Usui
- Benimaru : Monster Maetsuka
- Ralf : Monster Maetsuka
- Choi : Monster Maetsuka
- Terry : Satoshi Mashimoto
- Kim : Satoshi Mashimoto
- Andy : Keiichi Nanba
- Joe : Nobuyuki Hiyama
- Robert : Mantarou Koichi
- Yuri : Kaori Horie
- Leona : Masae Yumi
- Vice : Masae Yumi
- Clark : Yoshinori Shima
- Athena : Haruna Ikezawa
- Kensou : Eiji Yano
- Brian : Eiji Yano
- Chin : Tosikazu Nisimura
- Heavy D! : Tosikazu Nisimura
- Chizuru : Akiko Saitou
- Lucky : Key Inage
- Mai : Akoya Sogi
- Chang : Hiroyuki Arita
- Yashiro : Makoto Awane
- Shermie : Hazuki Nishikawa
- Chris : Rio Ogata
- Yamazaki : Kouji Ishii
- Billy : Atsushi Yamanishi
- Rugal : Toshimitsu Arai
- Heidern : Toshimitsu Arai
- Takuma : Eiji Tsuoda
- Saisyu : Keiichirou Sakaki
- King : Harumi Ikoma
- Mary : Harumi Ikoma
- Announce : Harumi Ikoma
- Mature : Hiroko Tsuji
- Shingo : Takehito Koyasu
- Iori : Kunihiko Yasui

## Source, notes et références
- (en) Cet article est partiellement ou en totalité issu de l’article de Wikipédia en anglais intitulé « The King of Fighters '98 » (voir la liste des auteurs).

### Note
1. ↑  SNK notifie cet épisode comme « Special Edition » dans l'introduction animée du jeu.